# Гимер, Евгений Эдуардович
Евгений (Женя) Эдуардович Гимер (18 мая 1965, Омск, СССР) — российский, финский джазовый музыкант, идейный вдохновитель музыкального коллектива Gimer trio, пианист, кларнетист,дирижёр и композитор. В широком кругу джазовых меломанов от Сибири до Америки известен под именем Женя Гимер. Завсегдатай европейских международных фестивалей и концертов, популярный джазмен на сценах европейских и российских джазовых клубов. Ведёт просветительскую деятельность в области музыки вообще и истории джаза в частности.

## Ранние годы
Женя Гимер родился в семье музыкантов-педагогов и начал учиться играть на фортепиано с 4 лет. Джазом увлекся ещё в детстве, слушая с отцом грампластинки с записями Джорджа Гершвина.
Экстерном окончив Омскую музыкальную школу по классу фортепиано и саксофона, сначала поступил в Омское музыкальное училище. Здесь начал с обучения теории музыки, потом освоил кларнет, перевёлся на духовое отделение, получив в конце диплом солиста оркестра. Затем, отслужив в оркестре высшего общевойскового командного училища города Омска, в 1985 году уехал в соседний город, где продолжил своё музыкальное образование в Новосибирской государственной консерватории им. Глинки на Оркестровом факультете кафедры Духовых и ударных инструментов в классе профессора Владимира Толкачёва.
Получив классическое образование, программа которого включала Стравинского, Баха, Вебера и Моцарта, сейчас классическую музыку он играет редко, ведь главной страстью его жизни был и остается джаз. Ещё студентом, Гимер увлёкся джазовым стандартом Evergreen. Сегодня на его выступлениях можно услышать практически любой жанр — от диксиленда до авангарда.

## Профессиональная деятельность
Музыкант был очень активен на новосибирской джазовой сцене в 80-х годах, причём выступал не только как пианист, но и как кларнетист и саксофонист. Профессиональную деятельность начал будучи студентом консерватории в оркестре Новосибирского Госцирка. Затем солировал в популярном джазовом квартете «Сибирский экспресс» и в биг-бэнде под управлением Владимира Толкачёва. Окончив консерваторию в 1990 году, стал артистом Новосибирской государственной филармонии.
Свою известность за рубежом Женя получил во время американских гастролей с сибирскими музыкантами в 1991г на River Jazz Festival в Калифорнии, где ему довелось импровизировать в четыре руки Take Five с Дэйвом Брубеком. Именно по приглашению этого представителя традиционного джаза Гимер гастролировал несколько раз по США. Потом, уже в качестве клавишника, довольно быстро[уточнить] признанного в профессиональных джазовых кругах своим, играл со многими музыкантами, такими, как Джеймс Муди (James Moody), Тед Кёрсон, Ричи Коул, знаменитым биг-бэндом Каунта Бэйси (тогда под управлением Фрэнка Фостера), группой из Нью-Джерси Spirit of Life Enseble.
В 1995 году Женя уехал в Финляндию, откуда ему поступило предложение стать дирижёром-постановщиком мюзикла. Творческое сотрудничество с интернациональной командой продолжилось в местном национальном театре, а затем и в Эстонии, где музыкантом поставлено несколько авангардных балетов в качестве аранжировщика, режиссёра и композитора. С тех пор русский джазмен проживает в Хельсинки, часто приезжая в Россию со своими творческими проектами.
В кругах джазовых знатоков его игру называют высококлассной стилизацией под «Золотую эру джаза». Вместе с тем у него своя манера исполнения. Мастер импровизации — он может совершенно без репетиций выступить с музыкантами любого уровня и профиля. Сам он говорит, что джаз это состояние, к которому сам он шёл долго и через испытания. В его исполнении можно услышать и композиции из детских мультфильмов.
Гимер активно занят в кругообороте европейских и российских джазовых фестивалей, таких как Baltic Jazz, Petro Jazz. С 1993 года ни один из Pori Jazz Festival (одна из самых известных концертных площадок Европы в финском городе Пори, куда съезжаются музыканты и их поклонники со всего мира) не обходится без его участия в качестве исполнителя и организатора. На родине он много сотрудничает не только с такими мэтрами, как Георгий Гаранян, но и с молодыми, начинающими музыкантами. Чаще всего Женю можно встретить в джазовом клубе Финляндии Storyville в интернациональной компании коллег. Выступления популярного Gimer trio собирает под его творческим именем разных друзей-музыкантов из России и Скандинавии: Владимир Кирпичёв, Дмитрий Аверченков, Полина Аронсон, Роман Столяр, Дмитрий Карпов, Caron Barnes, Bianca Morales, Ted Curson, Olli Soikkeli, Margareta von Bock, Antti Sarpila.
Джазмен ведёт очень насыщенную творческую жизнь не только на своих концертах. Творчество Жени Гимера носит скорее некоммерческий характер. Открытый и харизматичный человек неизменно собирает вокруг себя аудиторию наиболее мыслящих ценителей всего прекрасного. В социальной сети VKontakte довольно востребована познавательная страничка под его патронажем «Джазовый архивариус» с ежедневными рассказами из истории джаза. Профессионального музыканта приглашают иногда читать лекции по искусству для студентов или иллюстрировать музыкальные программы для детей. Тысячи меломанов слушали радиостанцию Gimer radio, где он пропагандировал джаз как музыку для интеллектуалов.
Слывя ещё с детства эрудитом, с 2002 года Женя регулярно играет в спортивной версии «Что, Где, Когда?». Команда русских финнов с его участием стала чемпионом и обладателем «Золотой шпаги» в командном зачёте.

## Собственные сочинения
- «Take It Or Leave It»
- «The Kid From Red Way»

## Цитаты
Все джазовые артисты, в основном, очень чуткие люди и с ними всегда увлекательно, словно с хорошими собеседниками ... Только беседа происходит не вербально, а на языке музыкальных построений, вот поэтому облекать в слова эти мысли и чувства всегда трудно. Это как говорить про любовь — никаких слов не хватитИз интервью на фестивале «Петро Джаз 2010»
Музыка рождается из чего угодно. Инструмент может быть любым, это лишь способ самовыражения. Было бы что сказать, а инструмент большого значения не имеет. С момента рождения джазовая музыка характеризовалась необычайно приподнятыми эмоциями, яркой выразительностью. Именно тем, чего так не хватало в академической традиции, в классической музыке. Такого в классике не услышишь, у вас это вызвало улыбку. Значит, эмоциональная отдача у джазовой музыки гораздо сильнее, чем у любой другой. Например, рок-музыка (при всем моем уважении) поднимет вас эмоционально настолько, насколько сможет живой акустический эффект. Я всегда горю желанием дать зрителю интересное, приятное, чего он ещё не слышал.
Думаю, вербальный язык не настолько богат для выражения чувств, насколько это можно выразить музыкальным языком. Это как если бы вам захотели объяснить на словах, что такое любовь. Даже если все поэты мира соберутся и расскажут вам, что такое любовь, – этого будет недостаточно. А если кто-то сыграет на гобое грустную мелодию – вы заплачете и все сами поймете. Нужно ли это объяснять?
Джазовая музыка позволяет с лету сыграться абсолютно незнакомым людям, и даже говорящим на разных языках. Вы можете быть японкой, играющей на контрабасе, а я – барабанщиком, с Луны свалившимся. Нам не нужно долго общаться, мы, прежде всего, слышим друг друга, и ваши музыканты как раз слушали, а потом уже играли. Это такое интеллигентное музицирование, как мне кажется. Потому как люди готовы уступить тебе, а не поскорее самовыразиться.
Джаз везде слушают интеллигентные люди, которым интересны эмоции, подоплёка интеллектуальная. Эти люди смогли бы понять друг друга, если бы поменялись странами. Вообще, у каждого человека есть предрасположенность к определенной музыке, и наша задача – найти эту предрасположенность и открыть.

Джаз – это молодой и ярко развивающийся жанр искусства. На протяжении всего времени джаз впитывает как губка культуры разных стран. Он, если хотите, даже является некой визитной карточкой страны с определенным характером, ментальностью. Тем и хорошо, что инструменты, на которых может быть исполнен джаз, настолько многообразны, насколько существуют. Так, в России распространено добавлять в джазовую музыку балалаечные нотки. Это привносит перчинкуИз интервью Жени Гимера Алисе Тростниковой

## Дискография
- «Take It Or Leave It», собственный альбом
- "Swingin' at «Storyville», совместная запись с финским музыкантом Антти Сарпила, 2 альбома
- «Сибирский диксиленд — Swingin' Together», участие в составе коллектива «Сибирский диксиленд»
- «Школьная тетрадь» от Ерматель рекордз, участие в составе коллектива «Евросиб Интернэйшнл джаз оркестр»